# Resta cu me
Resta cu me è un singolo del rapper italiano Nicola Siciliano, pubblicato il 27 ottobre 2020 come quinto estratto dall'album in studio Napoli 51. Ha visto la partecipazione vocale del rapper Ketama126

## Video musicale
Il videoclip, diretto da Nicola Bussei, è stato caricato sul canale YouTube del rapper il 16 novembre 2020. In un anno raggiunge ben 3,5 milioni di visualizzazioni

## Tracce
Testi di Nicola Siciliano e Piero Baldini, musiche di Nicola Siciliano e Enrico Brun.
1. Resta cu me – 3:38